# قلعة بربر
قلعة بربر (بالفارسية: قلعه بربر) هي قلعة تاريخية تعود إلى عصر القرن الثاني والثالث هجري، وتقع في مقاطعة مشكين شهر.